# Dunleer
Dunleer (irisch Dún Léire) ist eine Stadt im County Louth im Osten der Republik Irland.

## Einwohnerentwicklung
Die Zahl der Einwohner nahm in den letzten 20 Jahren stark zu.
| 1991 | 1996 | 2001 | 2006 | 2011 | 2016 | 2022 |
| ---- | ---- | ---- | ---- | ---- | ---- | ---- |
| 1104 | 988  | 1014 | 1449 | 1789 | 1822 | 2143 |

## Lage und Transport
Dunleer liegt auf halber Strecke zwischen Drogheda und Dundalk und damit auch auf der Strecke von Dublin nach Belfast. Die Nationalstraße N1, die diese Orte verband, wurde in den Jahren 1985 bis 2007 durch die an der Stadt vorbeiführende Autobahn M1 abgelöst; der Teil bei Dunleer wurde dabei 1993 fertiggestellt. Die ehemalige N1 wurde zur Regionalstraße R132 herabgestuft, in Ost-West-Richtung gibt es noch die R170, die von Clogherhead nach Ardee führt.
Die staatliche Busgesellschaft Bus Éireann hält mit der Linie 100 zwischen Drogheda – Dundalk stündlich in jede Richtung in Dunleer.
Die Bahnstrecke von Dublin nach Belfast führt ebenfalls durch Dunleer. Der Bahnhof wurde 1851 eröffnet. 1974 wurde er für den Personenverkehr und 1984 für den Güterverkehr geschlossen. Eine Wiedereröffnung ist trotz der gestiegenen Einwohnerzahlen auf absehbare Zeit nicht vorgesehen.

## Geschichte
Dunleer sieht seinen Ursprung in dem im 6. Jahrhundert gegründeten Kloster Lann Léire. Wörtlich bedeutet der Klostername „Haus bzw. Kirche [der] Klarheit“. Man nimmt aber eher an, dass Léire selbst ein Orts- bzw. Gebietsname unbekannter Grundbedeutung ist. Dieses Kloster wurde in den folgenden Jahrhunderten immer wieder geplündert und 1148 endgültig niedergebrannt. Vermutlich lag es dort, wo heute die Kirche der Church of Ireland steht.
Die Wikinger gründeten ab 832 Siedlungen in der Region.
Nach der Anglonormannischen Eroberung Irlands besiedelten diese ab 1179 auch die Gegend des heutigen Countys Louth und erbauten mehrere Erdbefestigungen (Motte).
Der heutige Name taucht erstmals 1212 in der Schreibweise Dunler auf, auf welche Festung (dún) man sich dabei bezog, ist unklar.
Nach der Rückeroberung Irlands durch Oliver Cromwell Mitte des 17. Jahrhunderts wurden große Teile der Ländereien um Dunleer an seine Gefolgsmänner verteilt.

## Sehenswürdigkeiten
- Circa 6 km südlich von Dunleer ist die frühchristliche Klosteranlage von Monasterboice mit Rundturm und Hochkreuzen
- Im Ort befindet sich ist eine von den Normannen im 12. oder 13. Jahrhundert erbaute Motte; mehrere weitere dieser Anlagen befinden sich in der näheren Umgebung

## Persönlichkeiten
- Leslie Desmond Edward Foster Vesey-Fitzgerald (1910–1974), Entomologe, Ornithologe, Naturschützer und Pflanzensammler